# All Smiles Dental Centers
All Smiles Dental Professionals, P.C. ("Profesionales dentales All Smiles"), o All Smiles Dental Centers ("Centros dentales All Smiles"), era una cadena de clínicas dentales del estado de Texas en los EE. UU. All Smiles tenía su sede en Farmers Branch en el área metropolitana del Dallas-Fort Worth metroplex, cerca de la Ciudad de Dallas. La cadena tenía clínicas en Dallas-Fort Worth y Gran Houston. All Smiles Dental Center, Inc. (ADSC), es una empresa de servicios de gestión, proporciona servicios de apoyo de negocios de All Smiles Dental Professionals, P.C.. La clientela se compone principalmente de niños que viven en comunidades hispanas de bajos ingresos.
A partir de mayo de 2012, Valor Equity empezó a poseer el 72% de la empresa, y el Doctor Richard Malouf, el fundador de All Smiles, posee el 28%.
Desde julio de 2012, la empresa es una de los más grandes proveedores de servicios dentales en el Dallas-Fort Worth metroplex, y tiene aproximadamente 60.000 pacientes de Medicaid. A partir de septiembre de 2012, la empresa tiene aproximadamente 20 clínicas en el estado de Texas.
En el agosto de 2013, South Texas Dental compró All Smiles.

## Historia
El Doctor Richard Malouf es el fundador de la cadena, que fue establecida en 2002.
El 22 de marzo de 2008, una clínica de All Smiles se inauguró en una tienda remodelada de los Carnival Food Stores (EN) en el este de Plano, Texas en el Dallas-Fort Worth metroplex. Es la primera clínica dental colocada en una tienda de comestibles, y la empresa contaba con establecer muchas clínicas dentales en tales sitios.

### Ortodoncia y acusaciones de fraude
En una decisión de la Corte Suprema de los Estados Unidos se determinó que el estado de Texas no había proporcionado fondos suficientes para el tratamiento dental de los niños pobres. Por lo tanto, en el 2007, el gobierno del estado añadió 1,4 millones de dólares a los fondos para los tratamientos. Por eso, más empresas comenzaron a proporcionar frenos para los niños pobres. All Smiles estableció un programa de frenos. Durante un período, la cantidad de dinero de All Smiles para frenos que se facturaba a Medicaid era igual a la cantidad para frenos que se facturaba a Medicaid en todo el estado de Illinois. Durante un período de dos años, All Smiles había facturado a Medicaid por lo menos 15 millones, prácticamente el doble de la cantidad que el estado de Illinois había facturado a Medicaid. Para una duración de tres años antes de 2011, All Smiles recogió $5,4 millones en gastos de ortodoncia de Medicaid. La factura anual de ortodoncia ha aumentado al menos dos veces, hasta los 10,2 millones, que se recogieron en el año 2010. En 2011 All Smiles era uno de los más grandes emisores de facturas de frenos de Medicaid en el estado de Texas, y la empresa había puesto frenos a 1000 niños menores de 12 años de edad. El programa de Medicaid se destina a financiar solamente ortodoncia para condiciones difíciles, tales como labio leporino, y complicaciones de otro tipo, como síndrome de Down o distrofia muscular.
Originalmente, Malouf y su esposa, Leanne, eran los dueños de All Smiles. En 2010, Malouf vendió la mayoría de la empresa a Valor Equity Partners. La empresa All Smiles dijo que Chris Roussos, que no es dentista, se convirtió en el jefe de la empresa. Malouf tenía signos exteriores de riqueza llamativos: era dueño una mansión de estilo francés de $11 millones de dólares en la calle Strait Lane en el barrio Preston Hollow (EN) de Dallas, dos aviones ejecutivos, un Bentley, y un Porsche Carrera (EN).
En el otoño de 2012, como parte de una investigación de fraude de Medicaid en Texas, el programa de Medicaid de Texas inició una auditoría de All Smiles. El gobierno federal de los Estados Unidos acusó a Malouf de facturación fraudulenta de Medicaid durante cuatro años, hasta 2007. En marzo de 2012, la empresa firmó un acuerdo de integridad corporativa con reguladores de los gobiernos de Texas y los EE. UU., prometiendo mejorar la formación de los empleados y mejorar las prácticas de facturación. En este mes, la empresa reembolsó $1,2 millones de dólares a Medicaid y no admitió su culpabilidad. En una audiencia en el mes de abril de 2012, la Doctora Christine Ellis, una ortodoncista en el Norte de Texas, quien también fue una auditora, auditó reclamaciones de All Smiles desde 2007 hasta 2011 y llegó a la conclusión de que All Smiles había incurrido en utilización excesiva de los beneficios, antes y después del cambio de titularidad en 2010. La Doctora Ellis presentó una denuncia ante la Junta Estatal de Examinadores de Dentistas de Texas, pero esta dijo que no podía tomar ninguna medida. La Doctora Ellis dijo que lo había discutido con la Oficina del Procurador General de Texas y la Oficina del Inspector General de Texas (OIF) para Medicaid, pero el Departamento de Justicia de los Estados Unidos aún no había contactado con ella.
El 2 de mayo de 2012, la empresa presentó Concurso de acreedores (Capítulo 11). Las cuentas revelaron que la empresa tenía $1-10 millones de dólares en activo y $50-100 millones de dólares en pasivo. Sydney P. Freeberg, de Bloomberg, dijo en Acta Notarial que se vio obligado a tomar medidas porque el programa de Medicaid de Texas no pagó a algunas clínicas de All Smiles debido a que los tratamientos de ortodoncia eran supuestamente excesivos e inapropiados En junio de 2012, el procurador general de Texas intento demandar a All Smiles. Las dos demandas del procurador general dijeron que Malouf y su empresa cometieron fraude adicional, reclutamiento de pacientes, y costo demasiado alto, y que estas prácticas costaron al Estado de Texas muchos millones de dólares. El programa de Medicaid del Estado de Texas había retenido pagos porque existía una evidencia creíble de fraude, de acuerdo con Stephanie Goodman, una portavoz de la Comisión de Salud y Servicios Humanos de Texas. Michael Lozich, el director supervisor de All Smiles, dijo que los inspectores estatales se habían «enfadado» por 63 de los 86 casos revisados, y que la empresa impugnaría las demandas del estado.
En julio de 2012, Lozich dijo que la empresa estaba negociando un acuerdo final con el estado. Al final de julio la empresa cerró las trece clínicas de ortodoncia y terminó los servicios de estas, «despidiendo» a 12.000 pacientes en el Dallas-Fort Worth metroplex, aunque la empresa continuó procurando servicios de odontología general, pero despidió también a siete ortodoncistas.
Cuando las operaciones de ortodoncia acabaron, la empresa proporcionó tratamiento de ortodoncia de emergencia a algunos pacientes.
A partir de julio de 2012 varios abogados, incluyendo Jim Moriarty, estaban demandando al Doctor Richard Malouf, bajo la Ley de Reclamaciones Falsas (False Claims Act).